# Абарин, Пётр Иванович

Бюст Т. А. Апакидзе в г. Североморске

Пётр Иванович Абарин (род. 18 января 1959, Ставрополь) — советский и российский художник, скульптор, геральдист и дизайнер.

## Биография
Выпускник Московского высшего художественно-промышленного училища (бывшего Строгановского) 1987 года.
Член Союза художников России.

## Творчество
Автор множества памятников героям флота и Отечественной войны в Мурманской области :
- Миронову В. П., Герою Советского Союза в г. Кола,
- Т. А. Апакидзе, Герою России, генерал-майору авиации, первому лётчику, которому удалось посадить истребитель на авианосец в г. Североморске
- Саше Ковалёву, юнге Северного флота, пионеру-герою в г. Североморске
- сотрудникам милиции в г. Мурманск
- Шашкову З. А., наркому речного флота СССР в г. Котласе
- Кузнецову Н. Г., адмиралу флота СССР, Герою Советского Союза в г. Котласе
- монументальных рельефов «История моды» в Доме быта (г. Североморск), в Ансамбле-мемориале в память о погибших в мирное время моряках (г. Мурманск) и др.

Разработал около 20 нагрудных знаков Северного флота, знаков для кораблей и частей СФ ВМФ России.
Автор флага и герба Мурманской области (2004), гербов гг. Североморска, Полярного, Заозёрска (совместно с женой Светланой Эрнестовной Абариной).

Герб Мурманской области
Флаг Мурманской области
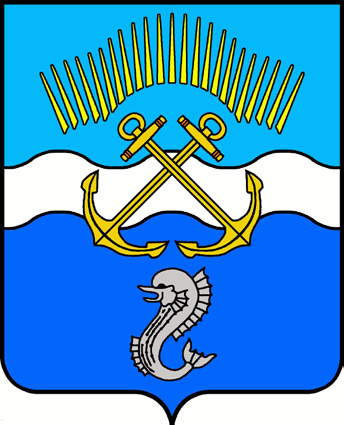
Герб Заозёрска
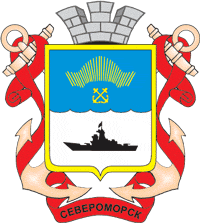
Герб Североморска
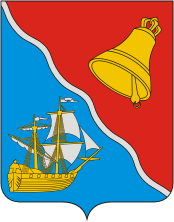
Герб Полярного